# グレン・スキャントルベリー
グレン・スキャントルベリー（Glen Scantlebury、1955年7月11日 - ）は、アメリカ合衆国の編集技師。グレン・スキャントベリーとの表記もある。

## 来歴
バージニア州フェアファックス郡アナンデール出身。バージニア・コモンウェルス大学に学ぶ。
主にSF映画やホラー映画の編集を手がけ、中でもマイケル・ベイやフランシス・フォード・コッポラ監督・プロデュース作品の編集が多い。

## 主な作品
- ビッグ・タイム Big Time (1988)
- サイケデリック・タイム・トリップ The Spirit of '76 (1990)
- ドラキュラ Bram Stoker's Dracula (1992)
- コン・エアー Con Air (1997)
- アルマゲドン Armageddon (1998)
- 将軍の娘/エリザベス・キャンベル The General's Daughter (1999)
- トゥームレイダー Lara Croft: Tomb Raider (2001)
- ロードキラー Joy Ride (2001)
- テキサス・チェーンソー The Texas Chainsaw Massacre (2003)
- スモール・ユニバース ちっぽけな宇宙が終わる日 My Tiny Universe (2004) 監督・脚本も
- トゥー・フォー・ザ・マネー Two for the Money (2005)
- レジェンド・オブ・ウォーリアー 反逆の勇者 Pathfinder (2007)
- トランスフォーマー Transformers (2007)
- エルム街の悪夢 A Nightmare on Elm Street (2010)
- Virginia/ヴァージニア Twixt (2011)
- ドリームハウス Dream House (2011)
- ゲットバック Stolen (2012)
- ミュータント・タートルズ Teenage Mutant Ninja Turtles (2014)
- パパ:ヘミングウェイの真実 Papa Hemingway in Cuba (2015)
- ペレ 伝説の誕生 Pelé: Birth of a Legend (2016)
- ボンジュール、アン Paris Can Wait (2016)
- ビリオネア・ボーイズ・クラブ Billionaire Boys Club (2018)
- メインストリーム Mainstream (2020)
- Am I OK? (2022)
- Prisoner's Daughter (2022)
- Megalopolis (TBA)